# Mystere: Fuga dal castello di Lockness
Mystere: Fuga dal castello di Lockness è un videogioco di avventura testuale in italiano pubblicato nel 1990 per Amiga, Commodore 64 e probabilmente Atari ST dalla Genias.

## Trama
Il protagonista dell'avventura potrebbe ricevere una ricca eredità da uno zio, ma una clausola del testamento lo obbliga prima a risolvere un mistero, impresa nel quale lo zio ha fallito quand'era in vita. L'obiettivo è ritrovare un antico dipinto che raffigura un mostro apparso nel lago di Lockness in Scozia, nel manuale chiamato Lock Ness e descritto come un lago secondario comunicante per via sotterranea con Loch Ness, mentre il mostro sarebbe il Mostro di Loch Ness. Il dipinto dovrebbe trovarsi in un tetro castello, anticamente protetto da molte trappole e ora abbandonato, che sorge in un'isola sul lago. Il mago Statumest Portum viveva nel castello ed era noto per le sue stranezze e per le leggende su strani esseri da lui creati. Una notte Portum vide il mostro alla luce della luna e realizzò il dipinto. L'avventura inizia quando il protagonista è appena stato accompagnato sull'isola da un pescatore, che è subito fuggito via. La ricerca si rivela piena di pericoli mortali, ma ritrovando il dipinto il protagonista riuscirà anche a scappare dall'isola.

## Modalità di gioco
La schermata di gioco è composta da brevi descrizioni testuali e linea di comando in basso e parte grafica in alto. Al centro della metà superiore appare l'illustrazione della posizione attuale (su Commodore 64 non tutte le posizioni sono dotate di immagine), circondata da una piccola interfaccia grafica e da un indicatore che mostra le direzioni cardinali in cui ci si può spostare.
Su Amiga è possibile utilizzare anche il mouse per inserire rapidamente i comandi verbali più comuni, tramite una serie di pulsanti che possono opzionalmente avere l'aspetto di etichette di testo oppure di disegni. Su Commodore 64 i comandi guarda, inventario, carica e salva sono comunque accessibili rapidamente tramite i tasti F1-F7.
Il gioco è dotato di accompagnamento musicale disattivabile. La confezione originale Amiga include anche una musicassetta con la colonna sonora.
La versione Commodore 64, su disco o nastro, è suddivisa in due parti che vengono caricate separatamente, ed è possibile anche iniziare una partita direttamente dalla seconda, dopo aver ottenuto un codice segreto.
Il parser dei comandi è in italiano e consente di concatenare anche frasi complesse; l'uso degli articoli è opzionale. Su Commodore 64 la prima parte ammette solo frasi semplici di tipo verbo e oggetto, mentre frasi più complesse sono ammesse nella seconda. Sono supportate abbreviazioni, come N-S-E-O per gli spostamenti nelle quattro direzioni cardinali.
Esiste la possibilità che il protagonista muoia senza preavviso se si compiono determinate azioni, terminando la partita con la sconfitta.

## Sviluppo
L'avventura fu realizzata dai fratelli Gianluca e Giuseppe Orofino e inizialmente proposta a Simulmondo nel 1988. A seguito del rifiuto di Francesco Carlà, il gioco fu poi richiesto da Riccardo Arioti, uscendo successivamente per Genias. La versione Commodore 64 fu realizzata da Marco Corazza, Luca Zarri e Andrea Paselli, mentre quella Atari ST da Fabrizio Macaluso. 